# تيموثي إل. بروكس
تيموثي إل. بروكس (بالإنجليزية: Timothy L. Brooks)‏ هو قاضي ومحامي أمريكي، ولد في 17 يوليو 1964 في ديترويت في الولايات المتحدة.